# Імуноглобулін E

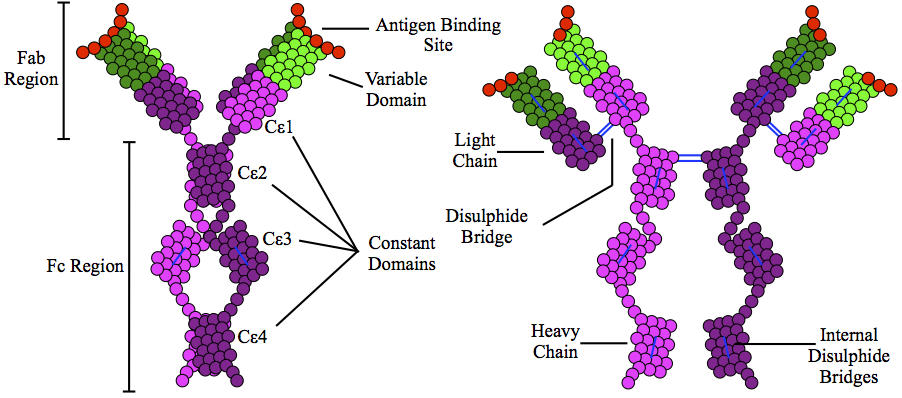
Будова антитіла IgE

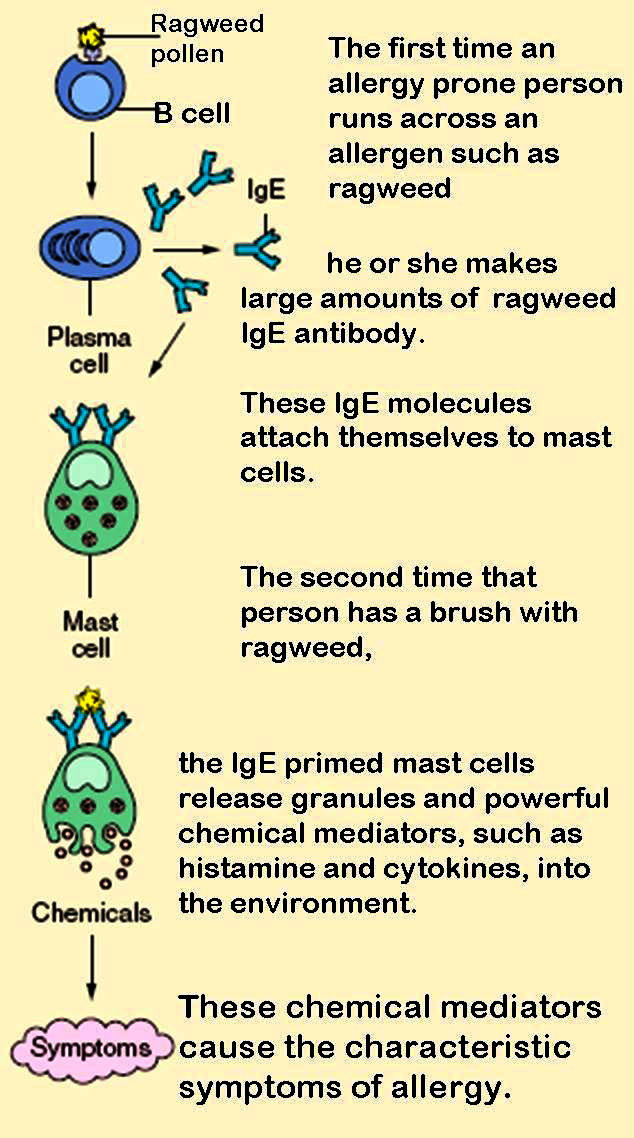
Роль мастоцитів у розвитку алергії.

Процес дегрануляції 1 — антиген; 2 — антитіло IgE; 3 — рецептор FcεRI; 4 — вже утворені медіатори (гістамін, протеази, хемокіни, гепарин); 5 — гранули; 6 — тучна клітина; 7 — новоутворені медіатори (простагландини, лейкотрієни, тромбоксани, PAF)

Імуноглобулін E (IgE) — тип антитіла (або «ізотип» імуноглобуліну (Ig)), який був знайдений лише у ссавців. IgE синтезується плазматичними клітинами. Мономери IgE складаються з двох важких ланцюгів (ε-ланцюг) і двох легких ланцюгів, причому ε-ланцюг містить 4 Ig-подібні постійні домени (Cε1-Cε4). Вважається, що IgE є важливою частиною імунної відповіді на інфекцію певними паразитичними гельмінтами, включаючи Schistosoma mansoni, Trichinella spiralis, і Fasciola hepatica. IgE також використовується під час імунного захисту від деяких найпростіших паразитів, таких як Plasmodium falciparum. В процесі еволюції IgE, можливо, розвивався як захист для захисту від отрут.
IgE також відіграє критичну роль у гіперчутливості I типу, яка проявляється різними алергічними захворюваннями, такими як алергічна астма, більшість типів синуситів, алергічний риніт, харчова алергія та певні типи хронічної кропив'янки та атопічного дерматиту. IgE також відіграє ключову роль у відповідях на алергени, такі як: анафілактичні реакції на ліки, укуси бджіл та антигенні препарати, що використовуються в десенсибілізаційній імунотерапії.
Хоча IgE зазвичай є найменш поширеним ізотипом — рівні IgE в сироватці крові у нормальної («неатопічної») людини становлять лише 0,05 % від загальної концентрації Ig порівнянні з 75 % для IgG при 10 мг/мл, які є ізотипами, відповідальними за більшість класичної адаптивної імунної відповіді — він здатний викликати анафілаксію, одну з найбільш швидких і важких імунологічних реакцій.

## Відкриття
IgE був одночасно відкритий у 1966 та 1967 роках двома незалежними дослідницькими групами: Кімісіге Ішізака та його дружина Теруко Ішізака в Інституті та лікарні дослідження дитячої астми в Денвері, штат Колорадо, та Йоханссоном і Бенніхом в Упсалі, Швеція. Їх спільна стаття була опублікована в квітні 1969 року.

## Рецептори
IgE стимулює IgE-опосередковану алергічну відповідь шляхом зв'язування з рецепторами Fc, які знаходяться на поверхні тучних клітин і базофілів. Fc-рецептори також виявлені на еозинофілах, моноцитах, макрофагах і тромбоцитах у людей. Існує два типи Fcε-рецепторів:
- FcεRI (рецептор Fcε типу I), високоафінний рецептор IgE
- FcεRII (рецептор Fcε типу II), також відомий як CD23, низькоафінний рецептор IgE

IgE може посилювати експресію обох типів рецепторів Fcε. FcεRI експресується на тучних клітинах, базофілах та дендритних клітинах, що презентують антиген, як у мишей, так і у людей. Зв'язування антигенів з IgE, уже зв'язаним FcεRI на тучних клітинах, викликає перехресний зв'язок вже зв'язаного IgE та агрегацію основного FcεRI, що призводить до дегрануляції (вивільнення медіаторів) та секреції кількох типів цитокінів типу 2, таких як інтерлейкін (IL)-3 і фактор стовбурових клітин (SCF), які допомагають тучним клітинам виживати і накопичуватися в тканинах, а також IL-4, IL-5, IL-13 і IL-33, які, у свою чергу, активують вроджені лімфоїдні клітини групи 2 (ILC2 або природні клітини-хелпери). Базофіли з тучними клітинами мають загального гемопоетичного попередника; при перехресному зв'язку їх поверхневого зв'язаного IgE антигенами також вивільняють цитокіни 2 типу, включаючи IL-4 та IL-13, та інші медіатори запалення. Низькоафінний рецептор (FcεRII) завжди експресується на В-клітинах; але IL-4 може індукувати його експресію на поверхнях макрофагів, еозинофілів, тромбоцитів і деяких Т-клітин.

## Функція

### Паразитарна гіпотеза
Ізотип IgE спільно еволюціонував з базофілами та тучними клітинами для захисту від паразитів, таких як гельмінти (наприклад, шистосома), але також може бути ефективним при бактеріальних інфекціях.  Епідеміологічні дослідження показують, що рівень IgE підвищується при зараженні людини Schistosoma mansoni, Necator americanus, і нематодами. Також IgE, швидше за все, допомагає видаленню анкілостом з легенів. 

### Токсинова гіпотеза алергічного захворювання
У 1981 році Марджі Профет припустила, що алергічні реакції розвивалися як остання лінія захисту від отрут. Хоча ця гіпотеза на той час була суперечливою, нова робота підтверджує деякі думки Профет про адаптаційну роль алергії як захисту від токсинів.
У 2013 році з'ясувалося, що IgE відіграють важливу роль у набутій стійкості до отрут медоносних бджіл та гадюки Рассела. Автори дійшли висновку, що «невелика доза бджолиної отрути надає імунітет до значно більшої, смертельної дози» і «такий вид специфічної для отрути, пов'язаної з IgE, адаптивної імунної відповіді розвинувся, принаймні в еволюційному плані, щоб захистити хазяїна від потенційно токсичні кількості отрути, наприклад, якщо тварина зіткнеться з цілим гніздом бджіл, або в разі укусу змії». Основний алерген бджолиної отрути (фосфоліпаза А2) викликає імунну відповідь T-хелперів 2-го типу, пов'язану з виробленням антитіл IgE, які можуть «підвищити стійкість мишей до зараження потенційно смертельними дозами токсина».

### Рак
Хоча це ще недостатньо вивчене, IgE може відігравати важливу роль у розпізнаванні злоякісних пухлин при якому можлива стимуляція сильної цитотоксичної відповіді проти клітин, які «демонструють» лише невелику кількість ранніх маркерів раку. Якщо ця гіпотеза вірна, лікування препаратами проти IgE, таке як омалізумаб (для лікування алергії), теоретично може мати деякі небажані побічні ефекти. Однак недавнє дослідження, яке було проведено на основі сукупного аналізу з використанням вичерпних даних із 67 клінічних випробувань фази I—IV омалізумабу за різними показаннями, прийшло до висновку, що причинний зв'язок між терапією омалізумабом та злоякісними новоутвореннями є малоймовірним.

## Роль у захворюванні
У людей з атопією рівень IgE в крові може в десять разів перевищувати нормальний рівень (як і у хворих на синдром гіпер-IgE). Однак це може не бути обов'язковою умовою для появи симптомів, як це спостерігається у астматиків з нормальним рівнем IgE в крові — нещодавні дослідження показали, що вироблення IgE може відбуватися локально в слизовій оболонці носа.
IgE, який може специфічно розпізнати алерген (як правило, це білок, наприклад пилового кліща Der p 1, котячий білок Fel d 1, пилок трав або амброзії тощо), має унікальну довготривалу взаємодію зі своїм високоафінним рецептором FcεRI, тому що базофіли і тучні клітини, здатні опосередковувати запальні реакції, стають «підготовленими», щоб виділяти хімічні речовини, такі як гістамін, лейкотрієни та певні інтерлейкіни. Вказані хімічні речовини (медіатори) викликають багато симптомів, які ми пов'язуємо з алергією, таких як звуження дихальних шляхів при астмі, місцеве запалення при екземі, посилене виділення слизу при алергічному риніті та підвищена проникність судин (необхідне для переходу у тканини інших імунних клітин), яке може призвести до потенційно смертельного падіння артеріального тиску (колапс), як при анафілаксії. 
Відомо, що рівень IgE підвищується при різних аутоімунних захворюваннях, таких як системний червоний вовчак (СЧВ), ревматоїдний артрит (РА) і псоріаз, і, теоретично, має патогенетичне значення при СЧВ і РА, викликаючи реакцію гіперчутливості.
Вважається, що регуляція рівня IgE за допомогою контролю диференціювання В-клітин у плазматичні клітини, що секретують антитіла, включає «низькоафінний» рецептор FcεRII або CD23. CD23 також може забезпечувати полегшену презентацію антигену — IgE-залежний механізм, за допомогою якого В-клітини, що експресують CD23, здатні презентувати алерген (і стимулювати) специфічні Т-хелпери, викликаючи збереження відповіді Th2, однією з ознак якої є вироблення більшої кількості антитіл.

### Роль в діагностиці
Діагностика алергії найчастіше проводиться шляхом вивчення історії хвороби людини та виявлення позитивного результату на наявність алерген-специфічного IgE при проведенні шкірного або аналізу крові. Тест на специфічний IgE є перевіреним тестом для виявлення алергії. Немає доказів, що невибіркове тестування на IgE або тест на імуноглобулін G (IgG) може підтвердити діагноз алергії.

## Ліки, спрямовані на IgE-шлях
В даний час алергічні захворювання та астму зазвичай лікують одним або кількома з наступних препаратів: (1) антигістамінні та антилейкотрієнні, які є антагоністами медіаторів запалення гістаміну і лейкотрієнів, (2) місцеві або системні (пероральні або ін'єкційні) кортикостероїди, які пригнічують широкий спектр запальних механізмів, (3) бронходилататори короткої або тривалої дії, які розслаблюють гладку мускулатуру звужених дихальних шляхів при астмі, або (4) стабілізатори тучних клітин, які пригнічують дегрануляцію тучних клітин, яка зазвичай ініціюється зв'язуванням IgE до FcεRI. Відомо, що тривале застосування системних кортикостероїдів викликає багато серйозних побічних ефектів, і їх рекомендується уникати, якщо доступні альтернативні методи лікування. 
Сам IgE, шлях синтезу IgE та IgE-опосередкований алергічний/запальний шлях є важливими мішенями для втручання в патологічні процеси при алергії, астмі та інших IgE-опосередкованих захворюваннях. Шлях диференціювання та дозрівання В-лімфоцитів, які в кінцевому підсумку генерують плазматичні клітини, що секретують IgE, проходить проміжні етапи: В-лімфобласти, що експресують IgE, взаємодія з В-клітинами пам'яті, що експресують IgE.
Tanox, біотехнологічна компанія, що базується в Х'юстоні, штат Техас, запропонувала в 1987 році, що шляхом націлювання на мембранно-зв'язаний IgE (mIgE) на В-лімфобластах і В-клітинах пам'яті ці клітини можна лізувати або регулювати, таким чином, досягаючи пригнічення виробництва антиген-специфічних IgE і, отже, зсуву імунного балансу в бік не-IgE механізмів.
Було розроблено два підходи, спрямовані на шлях IgE, які перебувають в активній розробці. У першому підході, анти-IgE антитіло омалізумаб (торгова назва Xolair) розпізнає, IgE, не пов'язаний зі своїми рецепторами, нейтралізує існуючий IgE і не допускає його зв'язування з рецепторами на тучних клітинах і базофілах. Xolair був схвалений у багатьох країнах для лікування важкої, стійкої алергічної астми. Він також був схвалений у березні 2014 року в Європейському Союзі та США для лікування хронічної спонтанної кропив'янки, яку неможливо адекватно лікувати анти-H1 препаратами.
За другим підходом були отримані антитіла, специфічні для домену з 52 амінокислотних залишків, які називають CεmX або M1' (M1 prime), присутні лише на людському mIgE на В-клітинах, але не на вільному розчинному IgE. Проводились клінічні розробки з лікування алергії та астми. Клінічні дослідження гуманізованого антитіла проти М1' (квілізумаб) проходять фазу IIb клінічних випробувань.
У 2002 році дослідники з Відділу клітинної та молекулярної біофізики Рендалла визначили структуру IgE. Розуміння цієї структури (яка є нетиповою для інших ізотипів, оскільки вона сильно зігнута та асиметрична) та взаємодії IgE з рецептором FcεRI дозволить розробити нове покоління ліків від алергії, які перешкоджатимуть взаємодії IgE-рецептор. Можливо, з'являться методи лікування, дешевші, ніж моноклональні антитіла (наприклад, маломолекулярні препарати), які використовують подібний підхід для інгібування зв'язування IgE з його рецептором. 